# Appmethod
Appmethod は、エンバカデロ・テクノロジーズが開発したC/C++およびObject Pascalの統合開発環境である。同社のRAD Studio、DelphiやC++BuilderのようなRADツールであり、フォーム上に各種ソフトウェアコンポーネントやGUIウィジェット（部品）を貼り付けていくスタイルの直感的なユーザインタフェース設計を可能としている。ただしFireMonkey (FMX) 専用であり、Visual Component Library (VCL) には対応しない。

## 特徴

### 長所
- 単一のコードベース、単一のプロジェクトでマルチデバイス (Android、iOS、Microsoft Windows、OS X) アプリケーション開発を実現できる。
- C++ による Android (6インチ以下のスマートフォン限定) 開発だけなら無料で行える。

### 短所
- ライセンス費用は「1プラットフォーム/年」のサブスクリプションになっているため、すべてのプラットフォームを対象にすると、同社の RAD Studio を購入した方が安くなってしまう。
- RAD Studioと異なりVCLアプリケーションは作成できない（RAD StudioはFMXとVCL両方に対応）。

## 歴史

### Appmethod 1.13
2014年3月19日に「Appmethod 1.13」（内部バージョン: 19.5）がリリースされた。RAD Studio XE5 と XE6 の間に相当するため、内部バージョンが 19.5 に設定されている。
個人プラン (34,000円 / 1プラットフォーム / 年) とビジネスプラン (110,000円 / 1プラットフォーム / 年) がある。

### Appmethod 1.14
2014年6月19日に「Appmethod 1.14」（内部バージョン: 20.0）がリリースされた。RAD Studio XE6 に相当。
無料プランが追加された。Appmethod 評価版の利用開始から30日を経過すると、Android ベースのスマートフォン (画面サイズが6インチ以下) 向けアプリのみの開発に制限され、言語も C++ (C++Builder相当) のみとなる無料プランへと移行する。また、無料プランで作成されたアプリケーションは Google Play 等のアプリケーションストアへしか公開できないという規約がある。

### Appmethod 1.15
2014年9月2日に「Appmethod 1.15」（内部バージョン: 21.0）がリリースされた。RAD Studio XE7 に相当。

### Appmethod 1.16
2015年4月7日に「Appmethod 1.16」（内部バージョン: 22.0）がリリースされた。RAD Studio XE8 に相当。

### Appmethod 1.17
2015年9月1日に「Appmethod 1.17」（内部バージョン: 23.0）がリリースされた。RAD Studio 10 Seattle に相当。
Appmethod はバージョン 1.17 を最後にRAD Studioの製品ラインに統合されると発表された。